# Another World (album Brian May)
Another World è il secondo album in studio del cantante britannico Brian May, pubblicato il 1º giugno 1998 dalla Parlophone.

## Descrizione
Si tratta del secondo album interamente registrato in studio da May, seguito di Back to the Light e si compone di dodici brani. L'ultima traccia, l'omonima Another World, dura in realtà 4:05 minuti; dopo un minuto di silenzio inizia una traccia fantasma strumentale di 2:25 minuti suonata al pianoforte.
Come in Back to the Light, anche in Another World nella prima pagina del libretto si può leggere un messaggio del chitarrista dedicato ai propri estimatori.

## Tracce
Testi e musiche di Brian May, eccetto dove indicato.
1. Space – 0:47
2. Business – 5:07
3. China Belle – 4:00
4. Why Don't We Try Again – 5:23
5. On My Way Up – 2:56
6. Cyborg – 3:53
7. The Guv'nor – 4:12
8. Wilderness – 4:52
9. Slow Down – 4:17 (Larry Williams)
10. One Rainy Wish – 4:04 (Jimi Hendrix)
11. All the Way from Memphis – 5:16 (Ian Hunter)
12. Another World – 7:30 – contiene una traccia fantasma senza titolo

Tracce bonus nell'edizione giapponese
1. F.B.I. – 3:11 (Hank Marvin, Bruce Welch)
2. Hot Patootie – 3:20 (Richard O'Brien)

Contenuto bonus nella riedizione del 2022
- CD 1

1. Being on My Own – 2:24

- CD 2 – Another Disc

1. Brian Talks (A Tribute to Cozy Powell) – 1:13
2. "The Business" (Rock on Cozy Mix) – 4:39
3. Hot Patootie – 3:20
4. F.B.I. (Original Ruff Mix with Real Bass and Drums) – 3:19
5. Maybe Baby – 2:11
6. It's Only Make Believe – 2:38
7. Otro Lugar – 4:06
8. Cyborg (Solo Instrumental Version) – 3:29
9. Business Stings – 2:15
10. I'll Be Prayin' – 1:09
11. On My Way Up (Guitar Version) – 1:24
12. The Last Great Optimist – 0:53
13. On My Way Up (Live in Paris, June '98) – 8:05
14. Hammer to Fall (Live in Paris, June '98) – 9:08
15. My Boy – 2:06

## Formazione
Hanno partecipato alle registrazioni, secondo le note di copertina:
Musicisti
- Brian May – arrangiamento, voce, chitarra (eccetto traccia 9), basso (eccetto tracce 3, 9, 10 e 12), tastiera (eccetto traccia 9), programmazione
- Cozy Powell – batteria (tracce 2-4, 7, 9, 10, 11), percussioni (traccia 4)
- Neil Murray – basso (tracce 3, 9 e 10)
- Cathy Porter – cori (traccia 5)
- Shelley Preston – cori (traccia 5 e 11)
- Taylor Hawkins – batteria (traccia 6)
- Jeff Beck – chitarra (traccia 7)
- Spike Edney – tastiera (traccia 9)
- Jamie Moses – chitarra (traccia 9)
- Nikki Love – cori (traccia 11)
- Becci Glover – cori (traccia 11)
- Ian Hunter – voce narrante (traccia 11)
- Steve Ferrone – batteria (traccia 12)
- Ken Taylor – basso (traccia 12)

Produzione
- Brian May – produzione
- Justin Shirley-Smith – ingegneria del suono, coproduzione
- Neil Amor – missaggio aggiuntivo (traccia 2), assistenza al missaggio (traccia 7)
- David Richards – registrazione aggiuntiva (traccia 4), missaggio (traccia 12)
- Clive Drew-Clifton – ingegneria parti di Beck (traccia 7)
- Eddie Kramer – coproduzione (traccia 10)

## Classifiche
| Classifica (1998-2022) | Posizione massima |
| ---------------------- | ----------------- |
| Austria                | 48                |
| Belgio (Vallonia)      | 95                |
| Germania               | 15                |
| Grecia                 | 21                |
| Paesi Bassi            | 47                |
| Regno Unito            | 14                |
| Spagna                 | 39                |
| Svizzera               | 31                |